# Subrogación
La subrogación es un término empleado en derecho relacionado con la delegación o reemplazo de competencias hacia otros; es un tipo de sucesión. Se trata de un negocio jurídico mediante el cual una persona sustituye a otra en una obligación. Por lo tanto, la subrogación puede darse en cualquiera de las dos posiciones de una obligación: posición deudora y acreedora.[cita requerida]
- Subrogación en la posición del acreedor: Mediante un negocio jurídico, ya sea inter vivos (por ejemplo, la compraventa o la donación) o mortis causa (por herencia), una persona adquiere la posición de acreedor en una deuda. Desde su comunicación al deudor, este deberá pagar ahora a la persona que se ha subrogado en la posición de acreedor.
- Subrogación en la posición del deudor: Dado que el deudor es el obligado al cumplimiento, es necesaria la autorización del acreedor para una subrogación, dado que puede ocurrir que el nuevo deudor no tenga tantos bienes o no esté suficientemente capacitado para cumplir la obligación. No es necesaria dicha autorización en caso de muerte del deudor, si la subrogación es por herencia.

De manera más genérica, pero en el mismo sentido, una persona puede subrogarse en una posición contractual. En ese caso estaría asumiendo, a la vez, las posiciones deudora y acreedora (según cada cual) de todas las obligaciones que nacen de dicho contrato y que son aplicables a su recién adquirida posición en el contrato.[cita requerida]

## Regulación por país

### Chile
El Código Civil de Chile define subrogación en el artículo 1608 como «la transmisión de los derechos del acreedor a un tercero, que le paga». Esta definición es criticada por la doctrina, dado que la transmisión es un concepto referido a la sucesión por causa de muerte.
El mismo código contempla seis casos de subrogación legal en su artículo 1610:

1. Del acreedor que paga a otro acreedor de mejor derecho en razón de un privilegio o hipoteca;

2. Del que habiendo comprado un inmueble, es obligado a pagar a los acreedores a quienes el inmueble está hipotecado;

3. Del que paga una deuda a que se halla obligado solidaria o subsidiariamente;

4. Del heredero beneficiario que paga con su propio dinero las deudas de la herencia;

5. Del que paga una deuda ajena, consintiéndolo expresa o tácitamente el deudor;

6. Del que ha prestado dinero al deudor para el pago; constando así en escritura pública del préstamo, y constando además en escritura pública del pago haberse satisfecho la deuda con el mismo dinero.

Además, en el artículo 1611 se estipula la subrogación convencional, cuando el acreedor «recibiendo de un tercero el pago de la deuda, le subroga voluntariamente en todos los derechos y acciones que le corresponden como tal acreedor».

### El Salvador
En El Salvador, la subrogación ―conforme lo dispone el Código Civil―, es el acto mediante el cual una persona adquiere el derecho de acreedor, en vista de haber pagado una deuda en lugar de otra.
Ejemplo de ello, es la persona que paga una deuda en vista de ser fiador solidario, y mediante un acta de subrogación adquiere la posición del acreedor, ante la persona que incumplió con la obligación del pago (deudor principal), y puede entonces exigir a éste el pago de la deuda cancelada en su lugar, y ejercer todas las acciones que en su momento pertenecían al acreedor inicial.
El Código Civil establece: "La subrogación es la transmisión de los derechos del acreedor a un tercero, que le paga" (artículo 1478).
"Se subroga un tercero en los derechos del acreedor o en virtud de la ley, o en virtud de una convención del acreedor" (artículo 1479).
Existen dos tipos de subrogación, la legal y la convencional.
En el caso de la convencional, esta está sujeta a las reglas de la cesión de derechos establecida en el mismo código.
En el caso de la legal, conforme lo dispuesto en el artículo 1482, se establece que, "por el hecho del pago, se traspasan al nuevo acreedor todos los derechos, acciones, privilegios y garantías del antiguo, ya sean contra el deudor principal, ya contra terceros obligados solidaria o subsidiariamente a la deuda".

### España
La subrogación de empresa está regulada en el artículo 44 del Estatuto de los trabajadores y se establece la obligación de información y consulta a los representantes de los trabajadores y a los trabajadores afectados por la transmisión, además de las obligaciones que correspondan respecto a la comunicación a la Seguridad Social. La empresa subrogada se denomina también empresa anterior o cedente y la subrogante es la empresa nueva o cesionaria.
Por otro lado, la subrogación permite cambiar la hipoteca a otra entidad financiera (subrogación de acreedor) o trasladar la hipoteca de un deudor a otro deudor, al que se le vende la finca (subrogación de deudor).

#### Subrogación de acreedor
La subrogación de acreedor permite cambiar la hipoteca de la entidad financiera para mejorar las condiciones financieras de la hipoteca. Normalmente la subrogación de acreedor se conoce como subrogación de entidad o subrogación “a secas”.
Es el proceso jurídico para cambiar una hipoteca a otra entidad financiera mejorando las condiciones económicas. Es una opción recomendada cuando no podemos mejorar las condiciones del préstamo hipotecario en nuestra entidad.
- Permite mejorar las condiciones de la hipoteca en el caso de que las condiciones actuales estén desfasadas con el mercado
- Es un elemento que puede servir para negociar con el propio banco, ya que el banco (A), en caso de querer retener al cliente, puede mejorar o igualar la oferta del banco (B) al que se subrogue el cliente
- Implica menos gastos que una cancelación del préstamo actual y la apertura de un nuevo préstamo en la entidad donde se quiera trasladar la hipoteca
  - No se paga IAJD (Impuesto sobre Actos Jurídicos Documentados).
  - Gastos de notaría rebajados
  - Gastos de registro de la propiedad rebajados

#### Limitaciones
- No permite realizar ampliaciones de capital
- No se pueden añadir o eliminar titulares u otras garantías (como avalistas)

#### Costos
- Comisión de subrogación: Es la comisión que aplica el banco donde se tiene la hipoteca actual por trasladar el préstamo a otra entidad. Para las hipotecas actuales, la comisión máxima que establece la Ley es de 0,50% durante los primeros 5 años y de 0,25% el resto de años. En España, esta comisión es negociable, según el perfil financiero, hasta el 0%.

### Simulador de subrogación
Existen herramientas que permiten conocer la conveniencia o no de realizar una subrogación así como el ahorro potencial comparando las condiciones de la hipoteca con las actuales del mercado.

#### Subrogación de deudor
La subrogación de deudor, es la forma jurídica para traspasar la hipoteca de un deudor a otro deudor al que se le está vendiendo la propiedad. Cuando se realiza el traspaso a través de una subrogación de deudor no es posible realizar modificaciones sobre el contrato hipotecario original.
Se la conoce como subrogación de “promotor” debido a que las operaciones de subrogación de deudor más frecuentes se dan entre promotores inmobiliarios que traspasan sus hipotecas a los particulares que compran sus viviendas.

### México
La subrogación en el derecho mexicano está regulada en los diferentes Códigos Civiles de los estados de la República.
El Código Civil de 1928 de ámbito local para el Distrito Federal y el Código Civil Federal publicado en el Diario Oficial de la Federación el primero de septiembre de 1932, establecen en sus artículos 2058 y 2059 la figura de la subrogación, entendiéndola como la sustitución de acreedor "por ministerio de ley y sin necesidad de declaración judicial ni de las partes". Así, la subrogación es el "acto jurídico en virtud del cual hay una sustitución admitida o establecida de pleno derecho en el derecho de un acreedor, por un tercero que paga la deuda, o bien, presta al deudor fondos para pagarla, permaneciendo idéntica e invariable la relación obligatoria"
El artículo 2058 permite los siguientes supuestos de subrogación:
1. Cuando el que es acreedor paga a otro acreedor preferente: Es decir, cuando existe una pluralidad de acreedores respecto de un mismo deudor, uno de ellos puede pagar la deuda que se tenga respecto a otro con mejor derecho, y de esta manera, subrogarse en sus derechos de cobro (ver prelación de créditos.
2. Cuando el que paga tiene interés jurídico en el cumplimiento de la obligación: La persona que realiza el pago demuestra que tiene interés en adquirir la deuda, ya sea porque es familiar del deudor, o bien, porque le interesan las prestaciones.
3. Cuando un heredero paga con sus bienes propios alguna deuda de la herencia: Aquí hay que distinguir en qué momento una persona se convierte en heredero para el Derecho mexicano, pues, de lo contrario, estaríamos admitiendo que existe una confusión de derechos y no una subrogación (si el heredero paga con bienes propios una deuda de la herencia, se convierte en acreedor de la misma; al heredar, puesto que se trasladan también las deudas, tendría el derecho de cobro y la obligación de pagarse a sí mismo), por lo que se apunta que se es heredero al declarársele judicial o notarialmente como tal y no durante la administración de los bienes de la herencia.
4. Cuando el que adquiere un inmueble paga un crédito hipotecario anterior a la adquisición: Un caso muy parecido al de la primera fracción, sólo que aquí se trata auténticamente de un tercero que pagará un crédito garantizado, adquiriendo, por tanto, un crédito preferente.

Finalmente, el artículo 2059 establece que "Cuando la deuda fuere pagada por el deudor con dinero que un tercero le prestare con ese objeto, el prestamista quedará subrogado por ministerio de la ley en los derechos del acreedor, si el préstamo constare en título auténtico en que se declare que el dinero fue prestado para el pago de la misma deuda. Por falta de esta circunstancia, el que prestó el dinero sólo tendrá los derechos que expresa su respectivo contrato"; es decir, debe existir forzosamente un documento auténtico (ya sea un contrato o un convenio) donde conste que se prestó el dinero para realizar el pago de la deuda, y de esta manera operar la subrogación; la falta de este hecho (una solemnidad) supondrá que se realizó cualquier otro acto jurídico, menos la subrogación.

### Panamá
Subrogación de derecho (seguros).
La compañía tendrá el derecho de hacerse cargo de cualquiera reclamación hecha contra el asegurado, podrá también hacerse cargo durante el tiempo que estima conveniente de atender y dirigir en nombre del asegurado y en su representación, o para arreglar cualquiera cuestión relacionada con el mismo asegurado, y este no podrá sin el consentimiento por escrito de la compañía reconocer responsabilidad alguna, hace ningún pago o liquidación ni arreglo con respecto a dicha reclamación. El asegurado tendrá la obligación de subrogar a la compañía en todos sus derechos, cuando esta lo pida, a fin de que la compañía tenga absoluta libertad para actuar persiguiendo ampliamente las responsabilidades del caso. Si por alguna circunstancia la compañía recibiese una suma mayor que la desembolsada por pago de indemnización y por gastos, devolverá la diferencia al asegurado.
El asegurado no hará ni permitirá que se haga acto alguno que menoscabe los derechos que pueda adquirir la compañía por subrogación, o que imposibilite el poder recibirlos. El asegurado prestará a la compañía todos los auxilios y le proporcionará todos los informes que pueda, sin costo alguno para la compañía; y le suministrará con razonable aquellos informes que la compañía pueda exigirla, a fin de que éste tome la medidas que estime convenientes.